# Martin Keamy
Martin Christopher Keamy è un personaggio della serie televisiva Lost, interpretato da Kevin Durand.

## Biografia

### Prima dell'arrivo sull'isola
Originario di Las Vegas, Keamy è stato un sergente dei Marines degli Stati Uniti dal 1996 fino al 2001. Dopo aver abbandonato, ha fatto il mercenario per varie organizzazioni in Uganda. Nel 2004 viene reclutato da Charles Widmore, con la missione di comandare una squadra composta da altri mercenari per prelevare Ben dall'isola.

### Sull'isola

#### Quarta stagione
Dopo l'atterraggio sull'isola, Keamy si dirige verso la Base dove Ben si è rifugiato in attesa del loro assedio. Durante il tragitto lui e i militari al suo seguito incrociano la Rousseau, Karl e Alex: solo quest'ultima viene risparmiata nell'agguato dopo aver urlato agli attentatori: "Sono la figlia di Ben!". Keamy decide così di prenderla in ostaggio.
Una volta arrivati alla barriera che circonda la Base, Keamy obbliga la ragazza a disattivarla; Alex esegue riuscendo tuttavia ad attivare la funzione che allerta gli occupanti della Base di un pericolo. Keamy, una volta arrivato, prova a convincere "pacificamente" Ben ad uscire dalla casa ed andare con loro. Ben non accetta, quindi Keamy gli mostra l'ostaggio, minacciando Ben di uccidere sua figlia se non esce subito dalla casa dove è barricato. Ben continua a non accettare i termini e Keamy spara in testa ad Alex, lasciando Ben distrutto.
Mentre aspetta l'arrivo del buio per tentare una irruzione nella casa, viene attaccato dal fumo nero, che ferisce gravemente alcuni membri della sua squadra e li costringe alla ritirata. Quando torna alla nave con l'elicottero, obbliga il capitano Gault a dargli la chiave della cassaforte del Kahana per prendere il protocollo secondario dato da Widmore in caso di fallimento nelle prime trattative; lì Keamy scopre dove secondo Charles sia andato Ben.
Keamy inizia quindi i preparativi per tornare sull'isola. Si allaccia una ricetrasmittente al braccio collegato a 200 kg di C-4 che ha piazzato sulla nave, programmata in modo da farli detonare in caso il suo cuore avesse smesso di battere. Quando torna sul ponte, Lapidus si rifiuta di portarlo sull'isola temendo che abbia intenzione di sterminare tutti. Keamy così uccide prima il dottore della nave e quindi il capitano. A questo punto Lapidus, spaventato dalla sua brutalità, acconsente ad accompagnarlo.
Keamy arriva all'Orchidea prima di Ben e riesce a catturarlo dopo che questo sembra essersi arreso. Mentre lo scorta all'elicottero per riportarlo sulla terra ferma, lui e la sua squadra vengono sorpresi e sterminati dagli Altri, aiutati da Kate e Sayid. Mentre Keamy lotta con quest'ultimo, Richard Alpert gli spara alle spalle, credendolo morto.
In realtà Keamy indossava un giubbotto antiproiettile e così riesce a raggiungere Ben all'Orchidea. Quest'ultimo, nonostante la ricetrasmittente, lo uccide spinto dalla rabbia per l'assassinio di Alex, facendo così esplodere il C-4 sulla nave.

#### Sesta stagione

##### Realtà parallela
Nella realtà parallela dell'ultima stagione, Keamy nel 2004 è a Los Angeles, dove svolge un'attività criminale. È lo stesso strozzino al quale il fratello di Sayid, Omer, è creditore e anche l'uomo che Mr. Paik ha incaricato per uccidere Jin, in quanto il losco uomo d'affari nordcoreano non sopporta che un suo dipendente possa avere una relazione con sua figlia Sun. Dopo aver fatto prelevare sia lui che Sayid dai suoi scagnozzi (tra i quali spicca anche Mikhail, esperto conoscitore di lingue) e aver fatto chiudere il primo in una dispensa, ha una forte discussione col secondo. La situazione però precipita e in una sparatoria Keamy e i suoi scagnozzi vengono uccisi da Sayid, che dà a Jin una lametta per liberarsi e successivamente scappa.